# Luciano Simoni
Luciano Simoni (født 1932 i Bologna, Italien - død 23. december 2010) var en italiensk komponist, professor, ingeniør, videnskabsmand.
Simoni studerede til elektroingeniør på Bologna Universitet, hvor han også studerede komposition hos Lino Liviabella. Tog også kompositions timer hos Ottorino Respighi. Han levede efter sin studietid som ingeniør og professor, men komponerede sideløbende musik som han blev berømmet for, ved siden af. Simoni har skrevet 5 symfonier, orkesterværker, kammermusik, instrumentalværker for mange instrumenter, korværker, og vokalmusik etc. Hans kompositioner var hovedsageligt symfoniske og for orkester.

## Udvalgte værker
- Symfoni nr. 1 (1960-1961) - for orkester
- Symfoni nr. 2 (1981-1982) - for orkester
- Symfoni nr. 3 (1986-1987) - for orkester
- Symfoni nr. 4 (2002) - for orkester
- Symfoni nr. 5 (2005) - for orkester
- Missa Solemnis (1988) - messe - for kor og orkester